# Élections cantonales de 2011 à La Réunion
Les élections cantonales ont eu lieu les 20 mars 2011 et 27 mars 2011.

## Contexte départemental

### Assemblée départementale sortante
Avant les élections, le conseil général de La Réunion est présidé par Nassimah Dindar (UMP). Il comprend 49 conseillers généraux issus des 49 cantons de La Réunion ; 25 d'entre eux sont renouvelables lors de ces élections.
| Parti                             | Sigle | Élus | Groupe politique                  |
| --------------------------------- | ----- | ---- | --------------------------------- |
| Majorité (30 sièges)              |       |      |                                   |
| Parti communiste réunionnais      | PCR   | 7    | PCR - Alliance                    |
| Divers gauche                     | DVG   | 2    | PCR - Alliance                    |
| Parti socialiste                  | PS    | 6    | Parti socialiste                  |
| Parti socialiste                  | PS    | 5    | Espoir à gauche                   |
| Union pour un mouvement populaire | UMP   | 6    | La Droite sociale                 |
| Mouvement démocrate               | MoDem | 4    | Mouvement démocrate de La Réunion |
| Opposition (19 sièges)            |       |      |                                   |
| Union pour un mouvement populaire | UMP   | 13   | Objectif Réunion et apparentés    |
| Nouveau Centre                    | NC    | 3    | Objectif Réunion et apparentés    |
| Divers droite                     | DVD   | 3    | Objectif Réunion et apparentés    |
| Président du conseil général      |       |      |                                   |
| Nassimah Dindar (DVD)             |       |      |                                   |

## Résultats à l'échelle du département

### Résultats en nombre de sièges
| Parti | Sièges mis en jeu | Élus | Évolution |
| ----- | ----------------- | ---- | --------- |
| DVG   | 1                 | 0    | -1        |
| PS    | 6                 | 6    | =         |
| DVD   | 3                 | 3    | =         |
| UMP   | 6                 | 5    | -1        |
| MoDem | 1                 | 1    | =         |
| PCR   | 7                 | 9    | +2        |
| NC    | 1                 | 1    | =         |

### Assemblée départementale à l'issue des élections
| Parti                             | Sigle | Élus | Groupe politique                               |
| --------------------------------- | ----- | ---- | ---------------------------------------------- |
| Majorité (32 sièges)              |       |      |                                                |
| Parti communiste réunionnais      | PCR   | 11   | PCR - Alliance                                 |
| Parti socialiste                  | PS    | 10   | Parti socialiste                               |
| Mouvement démocrate               | MoDem | 5    | Mouvement des démocrates sociaux de la Réunion |
| Union pour un mouvement populaire | UMP   | 5    | Mouvement des démocrates sociaux de la Réunion |
| Divers droite                     | DVD   | 1    | Mouvement des démocrates sociaux de la Réunion |
| Opposition (17 sièges)            |       |      |                                                |
| Union pour un mouvement populaire | UMP   | 10   | Objectif Réunion et apparentés                 |
| Divers droite                     | DVD   | 5    | Objectif Réunion et apparentés                 |
| Nouveau Centre                    | NC    | 2    | Objectif Réunion et apparentés                 |
| Président du conseil général      |       |      |                                                |
| Nassimah Dindar (DVD)             |       |      |                                                |

## Résultats par canton

### Canton des Avirons
| Candidat       | Candidat                  | Étiquette      | Premier tour | Premier tour |
| Candidat       | Candidat                  | Étiquette      | Voix         | %            |
| -------------- | ------------------------- | -------------- | ------------ | ------------ |
|                | Michel Dennemont*         | MoDem          | 2 338        | 50,18        |
|                | Éric Ferrère              | UMP            | 1 383        | 29,68        |
|                | Fabienne Brabant-Victoire | PS             | 557          | 11,96        |
|                | Jonathan Rivière          | DVD            | 282          | 6,05         |
|                | Denis Simonin             | FG (ALT)       | 99           | 2,12         |
|                |                           |                |              |              |
| Inscrits       | Inscrits                  | Inscrits       | 7 398        | 100,00       |
| Abstentions    | Abstentions               | Abstentions    | 2 527        | 34,16        |
| Votants        | Votants                   | Votants        | 4 871        | 65,84        |
| Blancs et nuls | Blancs et nuls            | Blancs et nuls | 212          | 4,35         |
| Exprimés       | Exprimés                  | Exprimés       | 4 659        | 95,65        |

*sortant

### Canton de La Possession
| Candidat       | Candidat           | Étiquette      | Premier tour | Premier tour | Second tour | Second tour |
| Candidat       | Candidat           | Étiquette      | Voix         | %            | Voix        | %           |
| -------------- | ------------------ | -------------- | ------------ | ------------ | ----------- | ----------- |
|                | Roland Robert*     | PCR            | 4 641        | 57,52        | 5 153       | 51,86       |
|                | Vanessa Miranville | EÉLV           | 2 106        | 26,10        | 4 783       | 48,14       |
|                | Jérôme Testan      | UMP            | 893          | 11,07        |             |             |
|                | Rolland Lallemand  | PS             | 428          | 5,30         |             |             |
|                |                    |                |              |              |             |             |
| Inscrits       | Inscrits           | Inscrits       | 18 670       | 100,00       | 18 665      | 100,00      |
| Abstentions    | Abstentions        | Abstentions    | 10 129       | 54,25        | 8 311       | 44,53       |
| Votants        | Votants            | Votants        | 8 541        | 45,75        | 10 354      | 55,47       |
| Blancs et nuls | Blancs et nuls     | Blancs et nuls | 473          | 5,54         | 418         | 4,04        |
| Exprimés       | Exprimés           | Exprimés       | 8 068        | 94,46        | 9 936       | 95,96       |

*sortant

### Canton de L'Étang-Salé
| Candidat       | Candidat               | Étiquette      | Premier tour | Premier tour |
| Candidat       | Candidat               | Étiquette      | Voix         | %            |
| -------------- | ---------------------- | -------------- | ------------ | ------------ |
|                | Jean-Claude Lacouture* | UMP            | 3 843        | 69,87        |
|                | Fabrice Hoarau         | PCR            | 952          | 17,31        |
|                | Vincent Defaud         | EÉLV           | 650          | 11,82        |
|                | Bernard Grondin        | REG            | 55           | 1,00         |
|                |                        |                |              |              |
| Inscrits       | Inscrits               | Inscrits       | 10 199       | 100,00       |
| Abstentions    | Abstentions            | Abstentions    | 4 327        | 42,43        |
| Votants        | Votants                | Votants        | 5 872        | 57,57        |
| Blancs et nuls | Blancs et nuls         | Blancs et nuls | 372          | 6,34         |
| Exprimés       | Exprimés               | Exprimés       | 5 500        | 93,66        |

*sortant

### Canton du Port-1
| Candidat       | Candidat       | Étiquette      | Premier tour | Premier tour | Second tour | Second tour |
| Candidat       | Candidat       | Étiquette      | Voix         | %            | Voix        | %           |
| -------------- | -------------- | -------------- | ------------ | ------------ | ----------- | ----------- |
|                | Pierre Vergès  | PCR            | 2 756        | 63,59        | 3 229       | 63,12       |
|                | Valérie Auber  | UMP            | 937          | 21,62        | 1 887       | 36,88       |
|                | Charles Moyac  | EÉLV           | 363          | 8,38         |             |             |
|                | Bernard Mahé   | DVD            | 163          | 3,76         |             |             |
|                | Doriane Dijoux | REG            | 115          | 2,65         |             |             |
|                |                |                |              |              |             |             |
| Inscrits       | Inscrits       | Inscrits       | 11 035       | 100,00       | 11 035      | 100,00      |
| Abstentions    | Abstentions    | Abstentions    | 6 175        | 55,96        | 5 380       | 48,75       |
| Votants        | Votants        | Votants        | 4 860        | 44,04        | 5 655       | 51,25       |
| Blancs et nuls | Blancs et nuls | Blancs et nuls | 526          | 10,82        | 539         | 9,53        |
| Exprimés       | Exprimés       | Exprimés       | 4 334        | 89,18        | 5 116       | 90,47       |

### Canton du Port-2
| Candidat       | Candidat                        | Étiquette      | Premier tour | Premier tour |
| Candidat       | Candidat                        | Étiquette      | Voix         | %            |
| -------------- | ------------------------------- | -------------- | ------------ | ------------ |
|                | Henry Hippolyte                 | PCR            | 3 199        | 65,19        |
|                | Monica Marie Sylvette Govindin* | UMP            | 841          | 17,14        |
|                | Jean-Brice Hérode               | PS             | 484          | 9,86         |
|                | Jocelyne Stephen                | EÉLV           | 383          | 7,81         |
|                |                                 |                |              |              |
| Inscrits       | Inscrits                        | Inscrits       | 12 343       | 100,00       |
| Abstentions    | Abstentions                     | Abstentions    | 6 872        | 55,68        |
| Votants        | Votants                         | Votants        | 5 471        | 44,32        |
| Blancs et nuls | Blancs et nuls                  | Blancs et nuls | 564          | 10,31        |
| Exprimés       | Exprimés                        | Exprimés       | 4 907        | 89,69        |

*sortant

### Canton de Saint-André-1
| Candidat       | Candidat               | Étiquette      | Premier tour | Premier tour | Second tour | Second tour |
| Candidat       | Candidat               | Étiquette      | Voix         | %            | Voix        | %           |
| -------------- | ---------------------- | -------------- | ------------ | ------------ | ----------- | ----------- |
|                | Michèle Caniguy        | PCR            | 1 827        | 36,80        | 3 179       | 52,20       |
|                | Jean-Marie Virapoullé  | DVD            | 1 761        | 35,47        | 2 911       | 47,80       |
|                | Emmanuel Sériacaroupin | PS             | 475          | 9,57         |             |             |
|                | Henri Calichrane       | DVD            | 255          | 5,14         |             |             |
|                | Jean-Paul Mardeya      | UMP            | 184          | 3,71         |             |             |
|                | Yvon Virapin           | DVG            | 177          | 3,56         |             |             |
|                | Jean Louis Allamele    | EÉLV           | 133          | 2,68         |             |             |
|                | Jean François Sababady | DVG            | 68           | 1,37         |             |             |
|                | Gérard Agathe          | SE             | 63           | 1,27         |             |             |
|                | Jean-Claude Barret     | REG            | 22           | 0,44         |             |             |
|                |                        |                |              |              |             |             |
| Inscrits       | Inscrits               | Inscrits       | 10 499       | 100,00       | 10 499      | 100,00      |
| Abstentions    | Abstentions            | Abstentions    | 5 227        | 49,79        | 4 024       | 38,33       |
| Votants        | Votants                | Votants        | 5 272        | 50,21        | 6 475       | 61,67       |
| Blancs et nuls | Blancs et nuls         | Blancs et nuls | 307          | 5,82         | 385         | 5,95        |
| Exprimés       | Exprimés               | Exprimés       | 4 965        | 94,18        | 6 090       | 94,05       |

### Canton de Saint-André-2
| Candidat       | Candidat              | Étiquette      | Premier tour | Premier tour | Second tour | Second tour |
| Candidat       | Candidat              | Étiquette      | Voix         | %            | Voix        | %           |
| -------------- | --------------------- | -------------- | ------------ | ------------ | ----------- | ----------- |
|                | Eric Fruteau*         | PCR            | 2 586        | 47,46        | 3 779       | 57,15       |
|                | Roland Désire         | DVD            | 1 323        | 24,28        | 2 833       | 42,85       |
|                | Serge Camatchy        | UMP            | 1 094        | 20,08        |             |             |
|                | Patrick Savatier      | DVG            | 228          | 4,18         |             |             |
|                | Pascal Maillot        | PS             | 97           | 1,78         |             |             |
|                | Jean-Yves Canagassabe | SE             | 76           | 1,39         |             |             |
|                | Fabrice Maillot       | DVG            | 45           | 0,83         |             |             |
|                |                       |                |              |              |             |             |
| Inscrits       | Inscrits              | Inscrits       | 11 362       | 100,00       | 11 362      | 100,00      |
| Abstentions    | Abstentions           | Abstentions    | 5 626        | 49,52        | 4 375       | 38,51       |
| Votants        | Votants               | Votants        | 5 736        | 50,48        | 6 987       | 61,49       |
| Blancs et nuls | Blancs et nuls        | Blancs et nuls | 287          | 5,00         | 375         | 5,37        |
| Exprimés       | Exprimés              | Exprimés       | 5 449        | 95,00        | 6 612       | 94,63       |

*sortant

### Canton de Saint-Benoît-2
| Candidat       | Candidat              | Étiquette      | Premier tour | Premier tour | Second tour | Second tour |
| Candidat       | Candidat              | Étiquette      | Voix         | %            | Voix        | %           |
| -------------- | --------------------- | -------------- | ------------ | ------------ | ----------- | ----------- |
|                | Philippe Le Constant* | PS             | 2 619        | 52,63        | 3 492       | 64,83       |
|                | Tarek Dallel          | DVD            | 835          | 16,78        | 1 894       | 35,17       |
|                | Michelle Vital        | UMP            | 537          | 10,79        |             |             |
|                | Henri Chane Tef       | DVD            | 335          | 6,73         |             |             |
|                | Yves Gigan            | PCR            | 300          | 6,03         |             |             |
|                | Luders Sevamy         | EÉLV           | 239          | 4,80         |             |             |
|                | Bertrand Robert       | DVG            | 111          | 2,23         |             |             |
|                |                       |                |              |              |             |             |
| Inscrits       | Inscrits              | Inscrits       | 11 797       | 100,00       | 11 548      | 100,00      |
| Abstentions    | Abstentions           | Abstentions    | 6 423        | 54,45        | 5 701       | 49,37       |
| Votants        | Votants               | Votants        | 5 374        | 45,55        | 5 848       | 50,63       |
| Blancs et nuls | Blancs et nuls        | Blancs et nuls | 398          | 7,41         | 461         | 7,88        |
| Exprimés       | Exprimés              | Exprimés       | 4 976        | 92,59        | 5 386       | 92,12       |

*sortant

### Canton de Saint-Denis-2
| Candidat       | Candidat           | Étiquette      | Premier tour | Premier tour | Second tour | Second tour |
| Candidat       | Candidat           | Étiquette      | Voix         | %            | Voix        | %           |
| -------------- | ------------------ | -------------- | ------------ | ------------ | ----------- | ----------- |
|                | Gérard Françoise   | PS             | 1 855        | 38,08        | 3 105       | 60,17       |
|                | Alain Zanéguy*     | DVG            | 1 280        | 26,27        | 2 055       | 39,83       |
|                | Nadia Ramassady    | DVD            | 469          | 9,62         |             |             |
|                | Valentine Camalon  | UMP            | 336          | 6,90         |             |             |
|                | Yvette Duchemann   | EÉLV           | 209          | 4,29         |             |             |
|                | Bernard Padavatan  | DVD            | 162          | 3,32         |             |             |
|                | Freddy Samy        | DVD            | 157          | 3,22         |             |             |
|                | Corine Arlandon    | SE             | 114          | 2,34         |             |             |
|                | Erick Fontaine     | SE             | 100          | 2,05         |             |             |
|                | Jean-Paul Panechou | PG             | 90           | 1,85         |             |             |
|                | Alain Puelle       | DVD            | 61           | 1,25         |             |             |
|                | Jean-Noël Hoareau  | SE             | 32           | 0,66         |             |             |
|                | Eric Beeharry      | SE             | 8            | 0,16         |             |             |
|                |                    |                |              |              |             |             |
| Inscrits       | Inscrits           | Inscrits       | 13 768       | 100,00       | 13 757      | 100,00      |
| Abstentions    | Abstentions        | Abstentions    | 8 557        | 62,15        | 8 066       | 58,63       |
| Votants        | Votants            | Votants        | 5 211        | 37,85        | 5 691       | 41,37       |
| Blancs et nuls | Blancs et nuls     | Blancs et nuls | 338          | 6,49         | 531         | 9,33        |
| Exprimés       | Exprimés           | Exprimés       | 4 873        | 93,51        | 5 160       | 90,67       |

*sortant

### Canton de Saint-Denis-9
| Candidat       | Candidat          | Étiquette      | Premier tour | Premier tour |
| Candidat       | Candidat          | Étiquette      | Voix         | %            |
| -------------- | ----------------- | -------------- | ------------ | ------------ |
|                | Gérald Maillot*   | PS             | 2 944        | 65,08        |
|                | Jules Minatchy    | UMP            | 468          | 10,34        |
|                | Souraya Gangama   | DVD            | 383          | 8,47         |
|                | Daniel Pouny      | DVD            | 315          | 6,96         |
|                | Arnaud Ségura     | EÉLV           | 272          | 6,01         |
|                | Guénot Germane    | SE             | 95           | 2,10         |
|                | Radjah Véloupoule | PCR            | 47           | 1,04         |
|                |                   |                |              |              |
| Inscrits       | Inscrits          | Inscrits       | 9 295        | 100,00       |
| Abstentions    | Abstentions       | Abstentions    | 4 551        | 48,96        |
| Votants        | Votants           | Votants        | 4 744        | 51,04        |
| Blancs et nuls | Blancs et nuls    | Blancs et nuls | 220          | 4,64         |
| Exprimés       | Exprimés          | Exprimés       | 4 524        | 95,36        |

*sortant

### Canton de Saint-Joseph-1
| Candidat       | Candidat         | Étiquette      | Premier tour | Premier tour |
| Candidat       | Candidat         | Étiquette      | Voix         | %            |
| -------------- | ---------------- | -------------- | ------------ | ------------ |
|                | Harry Mussard    | PS             | 4 980        | 69,31        |
|                | David Lebon      | PCR            | 956          | 13,31        |
|                | Rosemay Guezello | UMP            | 749          | 10,42        |
|                | Franco Loricourt | MoDem          | 500          | 6,96         |
|                |                  |                |              |              |
| Inscrits       | Inscrits         | Inscrits       | 13 881       | 100,00       |
| Abstentions    | Abstentions      | Abstentions    | 6 098        | 43,93        |
| Votants        | Votants          | Votants        | 7 783        | 56,07        |
| Blancs et nuls | Blancs et nuls   | Blancs et nuls | 598          | 7,68         |
| Exprimés       | Exprimés         | Exprimés       | 7 185        | 92,32        |

### Canton de Saint-Joseph-2
| Candidat       | Candidat            | Étiquette      | Premier tour | Premier tour |
| Candidat       | Candidat            | Étiquette      | Voix         | %            |
| -------------- | ------------------- | -------------- | ------------ | ------------ |
|                | Axel Vienne*        | PS             | 4 354        | 67,40        |
|                | Pascal Hoareau      | UMP            | 1 206        | 18,67        |
|                | Yvan Dejean         | PCR            | 452          | 7,00         |
|                | Jocelyne Miranville | SE             | 448          | 6,93         |
|                |                     |                |              |              |
| Inscrits       | Inscrits            | Inscrits       | 13 017       | 100,00       |
| Abstentions    | Abstentions         | Abstentions    | 5 897        | 45,30        |
| Votants        | Votants             | Votants        | 7 120        | 54,70        |
| Blancs et nuls | Blancs et nuls      | Blancs et nuls | 660          | 9,27         |
| Exprimés       | Exprimés            | Exprimés       | 6 460        | 90,73        |

*sortant

### Canton de Saint-Louis-1
| Candidat       | Candidat           | Étiquette      | Premier tour | Premier tour | Second tour | Second tour |
| Candidat       | Candidat           | Étiquette      | Voix         | %            | Voix        | %           |
| -------------- | ------------------ | -------------- | ------------ | ------------ | ----------- | ----------- |
|                | Cyrille Hamilcaro* | UMP            | 4 650        | 44,82        | 7 339       | 54,41       |
|                | Claude Hoarau      | PCR            | 3 787        | 36,50        | 6 150       | 45,59       |
|                | Philippe Rangama   | DVG            | 1 102        | 10,62        |             |             |
|                | Wilson Adras       | DVD            | 492          | 4,74         |             |             |
|                | Krishna Badamia    | PS             | 344          | 3,32         |             |             |
|                |                    |                |              |              |             |             |
| Inscrits       | Inscrits           | Inscrits       | 19 852       | 100,00       | 19 847      | 100,00      |
| Abstentions    | Abstentions        | Abstentions    | 9 014        | 45,41        | 5 497       | 27,70       |
| Votants        | Votants            | Votants        | 10 838       | 43,59        | 14 350      | 72,30       |
| Blancs et nuls | Blancs et nuls     | Blancs et nuls | 463          | 4,27         | 861         | 6,00        |
| Exprimés       | Exprimés           | Exprimés       | 10 375       | 95,73        | 13 489      | 94,00       |

*sortant

### Canton de Saint-Louis-2
| Candidat       | Candidat         | Étiquette      | Premier tour | Premier tour | Second tour | Second tour |
| Candidat       | Candidat         | Étiquette      | Voix         | %            | Voix        | %           |
| -------------- | ---------------- | -------------- | ------------ | ------------ | ----------- | ----------- |
|                | Yvon Bello*      | PCR            | 3 148        | 41,24        | 4 689       | 48,20       |
|                | Patrick Malet    | DVD            | 2 496        | 32,70        | 5 039       | 51,80       |
|                | Patrick Dorillas | DVG            | 697          | 9,13         |             |             |
|                | Eric Payet       | DVG            | 615          | 8,06         |             |             |
|                | Thierry Souton   | DVD            | 428          | 5,61         |             |             |
|                | Mehmet Pekkip    | EÉLV           | 250          | 3,27         |             |             |
|                |                  |                |              |              |             |             |
| Inscrits       | Inscrits         | Inscrits       | 17 649       | 100,00       | 17 649      | 100,00      |
| Abstentions    | Abstentions      | Abstentions    | 9 406        | 53,29        | 7 008       | 39,71       |
| Votants        | Votants          | Votants        | 8 243        | 46,71        | 10 641      | 60,29       |
| Blancs et nuls | Blancs et nuls   | Blancs et nuls | 609          | 7,39         | 913         | 8,58        |
| Exprimés       | Exprimés         | Exprimés       | 7 634        | 92,61        | 9 728       | 91,42       |

*sortant

### Canton de Saint-Louis-3
| Candidat       | Candidat            | Étiquette      | Premier tour | Premier tour |
| Candidat       | Candidat            | Étiquette      | Voix         | %            |
| -------------- | ------------------- | -------------- | ------------ | ------------ |
|                | Paul-Franco Técher* | UMP            | 1 473        | 51,04        |
|                | Jacques Techer      | DVG            | 687          | 23,80        |
|                | Pascal Maillot      | PS             | 249          | 8,63         |
|                | Jean-Luc Grondin    | SE             | 243          | 8,42         |
|                | Mireille Maillot    | DVD            | 234          | 8,11         |
|                |                     |                |              |              |
| Inscrits       | Inscrits            | Inscrits       | 4 801        | 100,00       |
| Abstentions    | Abstentions         | Abstentions    | 1 802        | 37,53        |
| Votants        | Votants             | Votants        | 2 999        | 62,47        |
| Blancs et nuls | Blancs et nuls      | Blancs et nuls | 113          | 3,77         |
| Exprimés       | Exprimés            | Exprimés       | 2 886        | 96,23        |

*sortant

### Canton de Saint-Paul-1
| Candidat       | Candidat             | Étiquette      | Premier tour | Premier tour | Second tour | Second tour |
| Candidat       | Candidat             | Étiquette      | Voix         | %            | Voix        | %           |
| -------------- | -------------------- | -------------- | ------------ | ------------ | ----------- | ----------- |
|                | Gérald Incana        | PCR            | 2 016        | 45,36        | 3 274       | 61,75       |
|                | Alain Benard         | UMP            | 1 239        | 27,88        | 2 028       | 38,25       |
|                | Nila Minatchy        | EÉLV           | 289          | 6,50         |             |             |
|                | Fabrice Marouvin     | DVD            | 269          | 6,05         |             |             |
|                | José Lauret          | DVG            | 255          | 5,74         |             |             |
|                | Moussa Ibrahim Behra | DVD            | 156          | 3,51         |             |             |
|                | Jacques Buchle       | DVD            | 129          | 2,90         |             |             |
|                | Ibrahim Banguy       | SE             | 91           | 2,05         |             |             |
|                |                      |                |              |              |             |             |
| Inscrits       | Inscrits             | Inscrits       | 9 928        | 100,00       | 9 928       | 100,00      |
| Abstentions    | Abstentions          | Abstentions    | 5 201        | 52,39        | 4 166       | 41,96       |
| Votants        | Votants              | Votants        | 4 727        | 47,61        | 5 762       | 58,04       |
| Blancs et nuls | Blancs et nuls       | Blancs et nuls | 283          | 5,99         | 460         | 7,98        |
| Exprimés       | Exprimés             | Exprimés       | 4 444        | 94,01        | 5 302       | 92,02       |

### Canton de Saint-Paul-3
| Candidat       | Candidat                          | Étiquette      | Premier tour | Premier tour | Second tour | Second tour |
| Candidat       | Candidat                          | Étiquette      | Voix         | %            | Voix        | %           |
| -------------- | --------------------------------- | -------------- | ------------ | ------------ | ----------- | ----------- |
|                | Pascaline Chéreau-Nemazine*       | PCR            | 2 653        | 42,23        | 4 522       | 55,92       |
|                | Sandra Sinimale                   | DVD            | 1 117        | 17,78        | 3 564       | 44,08       |
|                | François Léa                      | UMP            | 602          | 9,58         |             |             |
|                | Laurence Lougnon                  | PS             | 428          | 6,81         |             |             |
|                | Jean Erpeldinger                  | EÉLV           | 348          | 5,54         |             |             |
|                | Dolorès Pelops                    | DVD            | 302          | 4,81         |             |             |
|                | Georgette Trabouillet-Moutouvirin | DVD            | 234          | 3,72         |             |             |
|                | Clovis Pavaye                     | DVD            | 223          | 3,55         |             |             |
|                | Eric Camian                       | DVD            | 196          | 3,12         |             |             |
|                | Philosa Mailly-Malet              | DVG            | 109          | 1,73         |             |             |
|                | Dominique Romely                  | DVG            | 71           | 1,13         |             |             |
|                |                                   |                |              |              |             |             |
| Inscrits       | Inscrits                          | Inscrits       | 16 748       | 100,00       | 16 748      | 100,00      |
| Abstentions    | Abstentions                       | Abstentions    | 9 830        | 58,69        | 7 943       | 47,43       |
| Votants        | Votants                           | Votants        | 6 918        | 41,31        | 8 805       | 52,57       |
| Blancs et nuls | Blancs et nuls                    | Blancs et nuls | 635          | 9,18         | 719         | 8,17        |
| Exprimés       | Exprimés                          | Exprimés       | 6 283        | 90,82        | 8 086       | 91,83       |

*sortant

### Canton de Saint-Paul-4
| Candidat       | Candidat           | Étiquette      | Premier tour | Premier tour | Second tour | Second tour |
| Candidat       | Candidat           | Étiquette      | Voix         | %            | Voix        | %           |
| -------------- | ------------------ | -------------- | ------------ | ------------ | ----------- | ----------- |
|                | Joseph Sinimalé    | DVD            | 2 785        | 45,76        | 5 108       | 66,05       |
|                | Christian Felicité | PCR            | 1 965        | 32,29        | 2 626       | 33,95       |
|                | Teddy Soret*       | UMP            | 669          | 10,99        |             |             |
|                | Guito Crescence    | PS             | 425          | 6,98         |             |             |
|                | Jean-Marc Aure     | SE             | 148          | 2,43         |             |             |
|                | Jean Aye           | DVG            | 94           | 1,54         |             |             |
|                |                    |                |              |              |             |             |
| Inscrits       | Inscrits           | Inscrits       | 13 363       | 100,00       | 13 362      | 100,00      |
| Abstentions    | Abstentions        | Abstentions    | 6 821        | 51,04        | 5 163       | 38,64       |
| Votants        | Votants            | Votants        | 6 542        | 48,96        | 8 199       | 61,36       |
| Blancs et nuls | Blancs et nuls     | Blancs et nuls | 456          | 6,97         | 465         | 5,67        |
| Exprimés       | Exprimés           | Exprimés       | 6 086        | 93,03        | 7 734       | 94,33       |

*sortant

### Canton de Saint-Paul-5
| Candidat       | Candidat          | Étiquette      | Premier tour | Premier tour | Second tour | Second tour |
| Candidat       | Candidat          | Étiquette      | Voix         | %            | Voix        | %           |
| -------------- | ----------------- | -------------- | ------------ | ------------ | ----------- | ----------- |
|                | Jean-Claude Melin | PCR            | 1 650        | 25,83        | 3 878       | 55,57       |
|                | Yoland Velleyen   | UMP            | 1 360        | 21,29        | 3 100       | 44,43       |
|                | Rico Floriant*    | DVD            | 1 339        | 20,96        |             |             |
|                | Jean-Marie Lasson | PS             | 821          | 12,85        |             |             |
|                | Christophe Pomez  | EÉLV           | 602          | 9,43         |             |             |
|                | Cyrille Séraphin  | DVG            | 248          | 3,88         |             |             |
|                | Alain Perez       | SE             | 187          | 2,93         |             |             |
|                | Alain Lafitte     | SE             | 180          | 2,82         |             |             |
|                |                   |                |              |              |             |             |
| Inscrits       | Inscrits          | Inscrits       | 17 597       | 100,00       | 17 599      | 100,00      |
| Abstentions    | Abstentions       | Abstentions    | 10 729       | 60,97        | 9 794       | 55,65       |
| Votants        | Votants           | Votants        | 6 868        | 39,03        | 7 805       | 44,35       |
| Blancs et nuls | Blancs et nuls    | Blancs et nuls | 481          | 7,00         | 827         | 10,60       |
| Exprimés       | Exprimés          | Exprimés       | 6 387        | 93,00        | 6 978       | 89,40       |

*sortant

### Canton de Saint-Philippe
| Candidat       | Candidat        | Étiquette      | Premier tour | Premier tour |
| Candidat       | Candidat        | Étiquette      | Voix         | %            |
| -------------- | --------------- | -------------- | ------------ | ------------ |
|                | Olivier Rivière | UMP            | 1 466        | 52,66        |
|                | Didier Dalleau* | PS             | 1 025        | 36,82        |
|                | Wilfrid Bertile | DVG            | 293          | 10,52        |
|                |                 |                |              |              |
| Inscrits       | Inscrits        | Inscrits       | 4 454        | 100,00       |
| Abstentions    | Abstentions     | Abstentions    | 1 497        | 33,61        |
| Votants        | Votants         | Votants        | 2 957        | 66,39        |
| Blancs et nuls | Blancs et nuls  | Blancs et nuls | 173          | 5,85         |
| Exprimés       | Exprimés        | Exprimés       | 2 784        | 94,15        |

### Canton de Sainte-Marie
| Candidat       | Candidat          | Étiquette      | Premier tour | Premier tour | Second tour | Second tour |
| Candidat       | Candidat          | Étiquette      | Voix         | %            | Voix        | %           |
| -------------- | ----------------- | -------------- | ------------ | ------------ | ----------- | ----------- |
|                | Richard Nirlo     | UMP            | 3 539        | 40,42        | 5 829       | 55,09       |
|                | Christian Annette | PS             | 1 837        | 20,98        | 4 751       | 44,91       |
|                | Axel Kichenin     | PCR            | 1 561        | 17,83        |             |             |
|                | Jean Cerneaux     | DVD            | 1 263        | 14,43        |             |             |
|                | Bruno Bourgeon    | EÉLV           | 555          | 6,34         |             |             |
|                |                   |                |              |              |             |             |
| Inscrits       | Inscrits          | Inscrits       | 21 314       | 100,00       | 21 280      | 100,00      |
| Abstentions    | Abstentions       | Abstentions    | 12 065       | 56,61        | 9 942       | 46,72       |
| Votants        | Votants           | Votants        | 9 249        | 43,39        | 11 338      | 53,28       |
| Blancs et nuls | Blancs et nuls    | Blancs et nuls | 494          | 5,34         | 758         | 6,69        |
| Exprimés       | Exprimés          | Exprimés       | 8 755        | 94,66        | 10 580      | 93,31       |

### Canton de Sainte-Suzanne
| Candidat       | Candidat         | Étiquette      | Premier tour | Premier tour |
| Candidat       | Candidat         | Étiquette      | Voix         | %            |
| -------------- | ---------------- | -------------- | ------------ | ------------ |
|                | Daniel Alamélou* | PCR            | 4 798        | 64,20        |
|                | Antonio Grondin  | DVD            | 1 429        | 19,12        |
|                | Eddie Adekalom   | UMP            | 853          | 11,41        |
|                | Céline Cyprienne | DVD            | 311          | 4,16         |
|                | Marius Françoise | SE             | 82           | 1,10         |
|                |                  |                |              |              |
| Inscrits       | Inscrits         | Inscrits       | 15 894       | 100,00       |
| Abstentions    | Abstentions      | Abstentions    | 7 633        | 48,02        |
| Votants        | Votants          | Votants        | 8 261        | 51,98        |
| Blancs et nuls | Blancs et nuls   | Blancs et nuls | 788          | 9,54         |
| Exprimés       | Exprimés         | Exprimés       | 7 473        | 90,46        |

*sortant

### Canton de Salazie
| Candidat       | Candidat           | Étiquette      | Premier tour | Premier tour |
| Candidat       | Candidat           | Étiquette      | Voix         | %            |
| -------------- | ------------------ | -------------- | ------------ | ------------ |
|                | Stéphane Fouassin* | NC             | 2 389        | 69,55        |
|                | Hilaire Maillot    | PCR            | 758          | 22,07        |
|                | Fabrice Tandrayen  | MoDem          | 199          | 5,79         |
|                | Bernard Macoral    | EELV           | 89           | 2,59         |
|                |                    |                |              |              |
| Inscrits       | Inscrits           | Inscrits       | 5 540        | 100,00       |
| Abstentions    | Abstentions        | Abstentions    | 1 927        | 34,78        |
| Votants        | Votants            | Votants        | 3 613        | 65,22        |
| Blancs et nuls | Blancs et nuls     | Blancs et nuls | 178          | 4,93         |
| Exprimés       | Exprimés           | Exprimés       | 3 435        | 95,07        |

*sortant

### Canton du Tampon-2
| Candidat       | Candidat            | Étiquette      | Premier tour | Premier tour | Second tour | Second tour |
| Candidat       | Candidat            | Étiquette      | Voix         | %            | Voix        | %           |
| -------------- | ------------------- | -------------- | ------------ | ------------ | ----------- | ----------- |
|                | André Thien Ah Koon | DVD            | 2 696        | 45,82        | 4 368       | 68,92       |
|                | Fernand Sibie       | UMP            | 1 255        | 21,33        | 1 970       | 31,08       |
|                | Max Belvisée        | PS             | 790          | 13,43        |             |             |
|                | Maurice Hoarau*     | DVD            | 432          | 7,34         |             |             |
|                | Dominique Gonthier  | DVD            | 294          | 5,00         |             |             |
|                | Dominique Blard     | SE             | 167          | 2,84         |             |             |
|                | Jean-Alain Cadet    | EELV           | 164          | 2,79         |             |             |
|                | Henri-Fred Alanvert | PCR            | 60           | 1,02         |             |             |
|                | Philippe Lavalle    | REG            | 26           | 0,44         |             |             |
|                |                     |                |              |              |             |             |
| Inscrits       | Inscrits            | Inscrits       | 10 565       | 100,00       | 10 458      | 100,00      |
| Abstentions    | Abstentions         | Abstentions    | 4 353        | 41,20        | 3 558       | 34,02       |
| Votants        | Votants             | Votants        | 6 212        | 58,80        | 6 900       | 65,98       |
| Blancs et nuls | Blancs et nuls      | Blancs et nuls | 328          | 5,28         | 562         | 8,14        |
| Exprimés       | Exprimés            | Exprimés       | 5 884        | 94,72        | 6 338       | 91,86       |

*sortant

### Canton du Tampon-4
| Candidat       | Candidat            | Étiquette      | Premier tour | Premier tour | Second tour | Second tour |
| Candidat       | Candidat            | Étiquette      | Voix         | %            | Voix        | %           |
| -------------- | ------------------- | -------------- | ------------ | ------------ | ----------- | ----------- |
|                | Jean-Jacques Vlody* | PS             | 2 583        | 40,18        | 4 874       | 65,32       |
|                | Béatrice Morel      | UMP            | 1 541        | 23,97        | 2 588       | 34,68       |
|                | Jacquet Hoarau      | DVD            | 1 399        | 21,76        |             |             |
|                | Jean-Bernard Hoarau | DVD            | 319          | 4,96         |             |             |
|                | Fabrice Payet       | DVD            | 192          | 2,99         |             |             |
|                | Jacqueline Grondin  | DVG            | 157          | 2,44         |             |             |
|                | Catherine Hélary    | PG             | 98           | 1,52         |             |             |
|                | Benoît Blard        | PCR            | 77           | 1,20         |             |             |
|                | Aniel Boyer         | REG            | 63           | 0,98         |             |             |
|                |                     |                |              |              |             |             |
| Inscrits       | Inscrits            | Inscrits       | 15 873       | 100,00       | 15 873      | 100,00      |
| Abstentions    | Abstentions         | Abstentions    | 8 869        | 55,87        | 7 655       | 48,23       |
| Votants        | Votants             | Votants        | 7 004        | 44,13        | 8 218       | 51,77       |
| Blancs et nuls | Blancs et nuls      | Blancs et nuls | 575          | 8,21         | 756         | 9,20        |
| Exprimés       | Exprimés            | Exprimés       | 6 429        | 91,79        | 7 462       | 90,80       |

*sortant